# Walter Koenig
Walter Marvin Koenig (nascut el 14 de setembre de 1936) és un actor i guionista estatunidenc. Va començar a actuar professionalment a mitjans de la dècada de 1960 i ràpidament va assolir protagonisme pel seu paper secundari com l'alférez Pavel Chekov a Star Trek (sèrie original) (1967–1969). Va tornar a repetir aquest paper a les sis pel·lícules originals de Star Trek, i més tard va donar la veu al president Anton Chekov a Star Trek: Picard (2023). També ha actuat en diverses sèries i pel·lícules com Goodbye, Raggedy Ann (1971), The Questor Tapes (1974) i Babylon 5 (1993). A més de la seva carrera com a actor, Koenig també ha fet una carrera d'escriptura i és conegut per treballar a Land of the Lost', Family (1976), What Really Happened to the Class of '65? (1977) i The Powers of Matthew Star (1982).

## Primers anys
Koenig va néixer a Chicago, Illinois, fill de l'empresari Isadore Koenig i la seva dona Sarah (de soltera Strauss). Es van traslladar al barri d'Inwood de Manhattan quan Walter era petit, on va anar a l'escola. Els pares de Koenig eren jueus russos immigrants de la Unió Soviètica; la seva família vivia a Lituània quan van emigrar, i van escurçar el seu cognom de "Königsberg" a "Koenig".
El pare de Koenig era un comunista que va ser investigat per l'FBI durant l'era McCarthy. Koenig va assistir al Grinnell College a Grinnell (Iowa), amb una especialització en premedicina. Es va traslladar a la UCLA i va rebre una llicenciatura d’arts en psicologia. Després que un professor va animar Koenig a convertir-se en actor, va assistir a la Neighborhood Playhouse School of the Theatre a la ciutat de Nova York amb els seus companys Dabney Coleman, Christopher Lloyd i James Caan.

## Carrera

### Primers treballs
A la primera producció televisiva de Gene Roddenberry, la sèrie de la NBC de 1963-64 The Lieutenant, Koenig va tenir un paper important com a nocom Sgt John Delwyn, que és recomanat per a Escola de Candidats a Oficials del protagonista de la sèrie, el tinent William T. (Tiberius) Rice, interpretat per Gary Lockwood; (a l'episodi 27, "Mother Enemy", emès el 4 d'abril de 1964). El gir de la trama, en el moment àlgid de la Guerra Freda entre els Estats Units i la Soviètica, és que la mare visitant del sargent Delwyn és un membre destacat i políticament actiu del Partit Comunista Americà. Això crea diverses tensions argumentals interessants que involucren Delwyn, Rice i el CO de Rice, el cap. Rambridge, interpretat per Robert Vaughn.
El 1964, Koenig va interpretar un líder de banda juvenil de la ciutat de Nova York en una adaptació de Memos from Purgatory per a The Alfred Hitchcock Hour.

### Star Trek
Jo era una de les dues úniques persones que van fer una audició per al paper, cosa que és força extraordinària. Tenint en compte que això ha afectat tant materialment els darrers 35 anys de la meva vida ... un parell d'hores després de fer una audició vaig saber que havia aconseguit el paper.
Koenig va començar a interpretar l'alferes Pavel Chekov, navegant de l'USS Enterprise, a la segona temporada de la sèrie de televisió Star Trek, i va continuar en el paper a totes les pel·lícules amb el repartiment original, inclos Star Trek: Generations.
Koenig no estava familiaritzat amb la ciència-ficció abans de ser seleccionat a Star Trek. Era unn dels dos únics actors que van fer una audició, i va ser elegit com Chekov gairebé immediatament principalment per la seva semblança amb l'actor i cantant britànic Davy Jones de the Monkees. El creador de l'espectacle Gene Roddenberry esperava que Koenig augmentaria l'atractiu de l'espectacle per als joves. El departament de publicitat de l'estudi, però, va atribuir incorrectament la inclusió de Chekov a un article a Pravda que es queixava de la manca de russos a Star Trek.
Com que els cabells del jove de 30 anys ja s'anava retirant, els dissenyadors de vestuari li van confeccionar una perruca "moptop" a l'estil de Davy Jones. En episodis posteriors, el seu propi cabell va créixer prou com per aconseguir l'aspecte amb un pentinat.
Roddenberry li va demanar que "perfilés" el seu accent rus per afegir una nota d'alleujament còmic a la sèrie. L'accent de Chekov ha estat criticat com a no autèntic, en particular la substitució de Koenig del so "w" en lloc d'un so "v" (per exemple, "wodka" per "vodka" o el més famós "wessel" per "vaixell"); Koenig ha dit que l'accent es va inspirar en el seu pare, que tenia la mateixa dificultat amb el so "v".

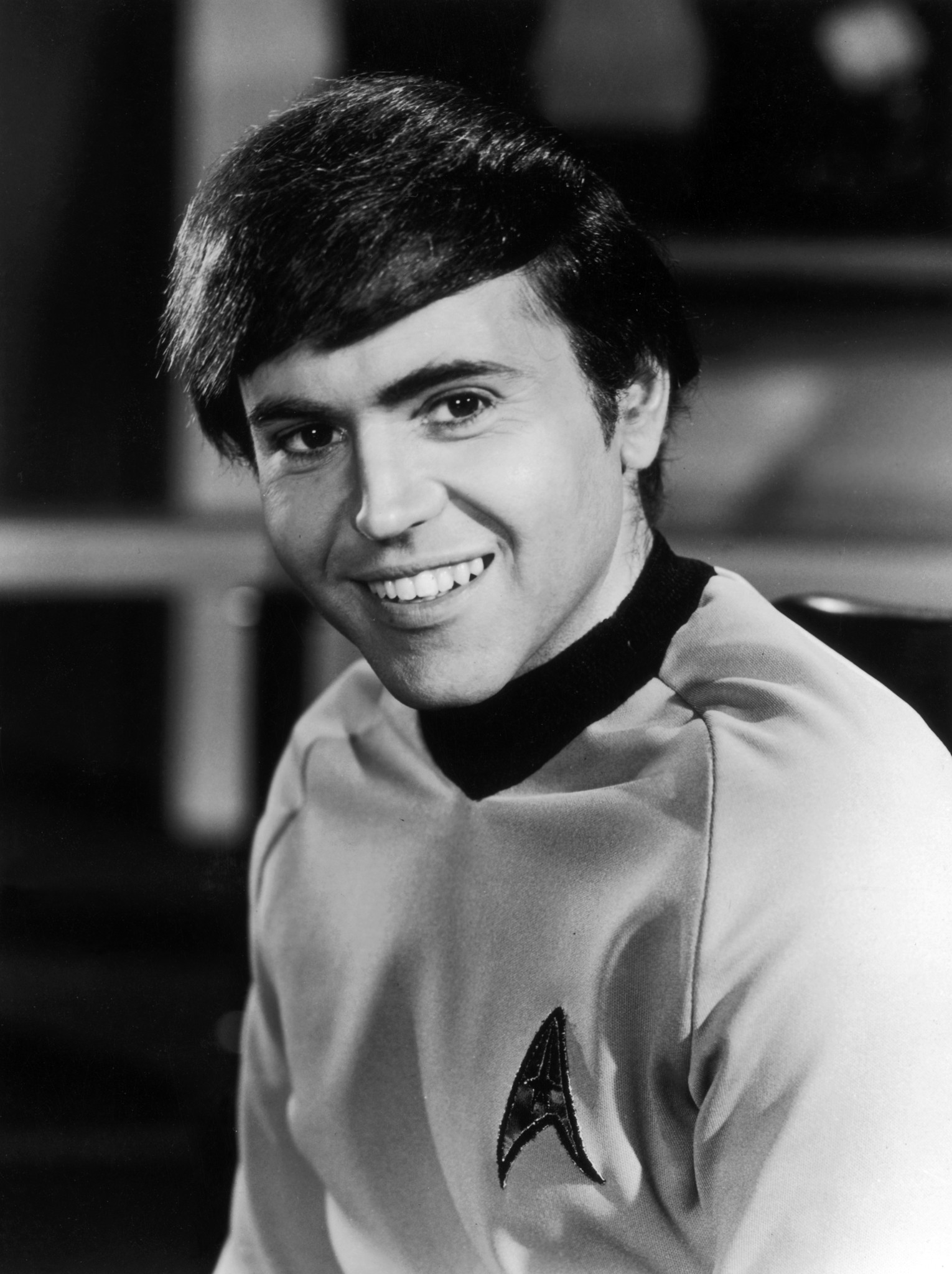
Koenig com a Pavel Chekov a Star Trek

La major part del correu de fans de Koenig, de fet, provenia de nens, i l'elevat volum de cartes va contribuir a que aviat rebés un contracte com a membre habitual del repartiment; això va sorprendre Koenig, a qui li havien dit que Chekov només seria un paper recurrent. Quan els primers episodis de la temporada 2 de Star Trek es va rodar, George Takei es va retardar mentre completava la pel·lícula The Green Berets, així que Chekov es va unir al casc de l 'Enterprise amb un personatge diferent. Quan Takei va tornar, els dos van haver de compartir un vestidor i un guió d'un sol episodi. Això suposadament va enfadar a Takei fins al punt que gairebé va deixar el programa, tot i que Koenig va observar en una entrevista del 2016 que, mentre compartia vestidor amb Takei i James Doohan, van reconèixer el seu estatus com a actors secundaris i "No s’ho van pensar dues vegades". Des d’aleshores els dos actors han estats bons amics, fins al punt que Koenig va ser el padrí de la boda de Takei el 2008.
El personatge de Chekov no va aparèixer mai a l'animació Star Trek. Tot i que els productors de l'espectacle havien decidit no llançar-lo per raons pressupostàries i van comprar el seu guió per a un episodi de la sèrie titulat "The Infinite Vulcan", Koenig va confessar més tard que estava molest per haver quedat fora del repartiment. "The Infinite Vulcan" l converteix en el primer membre del repartiment a escriure una "Història de Star Trek" per a televisió.
Koenig va rebre les nominacions al Premi Saturn al millor actor de repartiment per  Star Trek 2: La còlera del Khan i Star Trek 4: Missió salvar la Terra. Koenig va repetir el paper de Chekov per a la sèrie web de fans Star Trek: New Voyages, "To Serve All My Days", i la pel·lícula Independent de Sky Conway/Tim Russ, Star Trek: of Gods and Men, ambduess el 2006, i Star Trek: Renegades el 2015. Segons el teaser dels episodis 2 i 3 de  Renegades , aquest seria l’última vegada que Koenig va interpretar el paper de Chekov.
En l'últim episodi de la tercera temporada de  Star Trek: Picard , emès el 2023, Koenig va donar la veu a la transmissió d'àudio del president de la Federació Anton Chekov, implicat per ser el fill de Pavel; el nom fa referència a Anton Yelchin, que va interpretar a Chekov al Star Trek dirigit per J. J. Abrams.

### Treballs posteriors

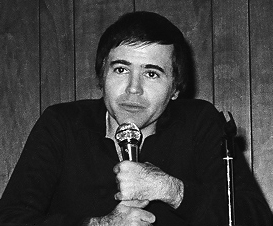
Koenig el 1980

Encasellat com a Chekov, Koenig va trobar una gran disparitat entre l'adulació dels Trekkies a les convencions de Star Trek i la seva obscuritat a Hollywood, indicant que "la gent està interessada en Chekov, no en mi". Abans que comencessin les pel·lícules de Trek, Koenig va trobar feina com a escriptor. Va presentar guions autònoms a diversos espectacles i va ser l'escriptor principal del programa What Really Happened to the Class of '65?.
Després de Chekov, Koenig va tenir un paper recurrent com a Psi Cop Alfred Bester a la sèrie de televisió Babylon 5. Va ser un "Estrella convidada especial" en dotze episodis i, al final de la tercera temporada, la productora va sol·licitar una nominació al Emmy en nom seu. Estava programat per interpretar a Bester a la sèrie derivada Crusade, però la sèrie va ser cancel·lada abans que el seu episodi es filmés. El nom del personatge d' "Alfred Bester" era un homenatge a l'escriptor de ciència-ficció del mateix nom.
Koenig va interpretar "Oro" en dos episodis de la sèrie de televisió de ciència-ficció canadenca The Starlost, que es va emetre el 1973 a la CTV Television Network del Canadà. Va filmar unes quantes seqüències de FMV per a una còpia reeditada del joc Star Trek Starfleet Academy per a ordinadors. El joc es va cancel·lar, però es va reciclar un metratge considerable per a la pel·lícula Game Over, amb el diàleg de Koenig doblat per tal de readaptar la seva actuació al paper d'un ordinador hard drive.
Els papers de Koenig al cinema, a l'escenari i a la televisió abasten cinquanta anys. Ha interpretat papers que van des d'un líder de banda d'adolescents (Alfred Hitchcock Presents) fins al promès escandinau Gunnar a l'episodi Gidget titulat "Gidget's Foreign Policy", a un animador de Las Vegas (I Spy). Va tornar a l'espai amb un paper protagonista a Moontrap i va interpretar un dictador futurista al videojoc Maximum Surge.
Durant la dècada de 1990, va protagonitzar una producció de gira de l'obra The Boys in Autumn, interpretant un Tom Sawyer de mitjana edat, que es retroba amb l'amic de la infància Huckleberry Finn. L'actor de Trek Mark Lenard va interpretar a Finn.

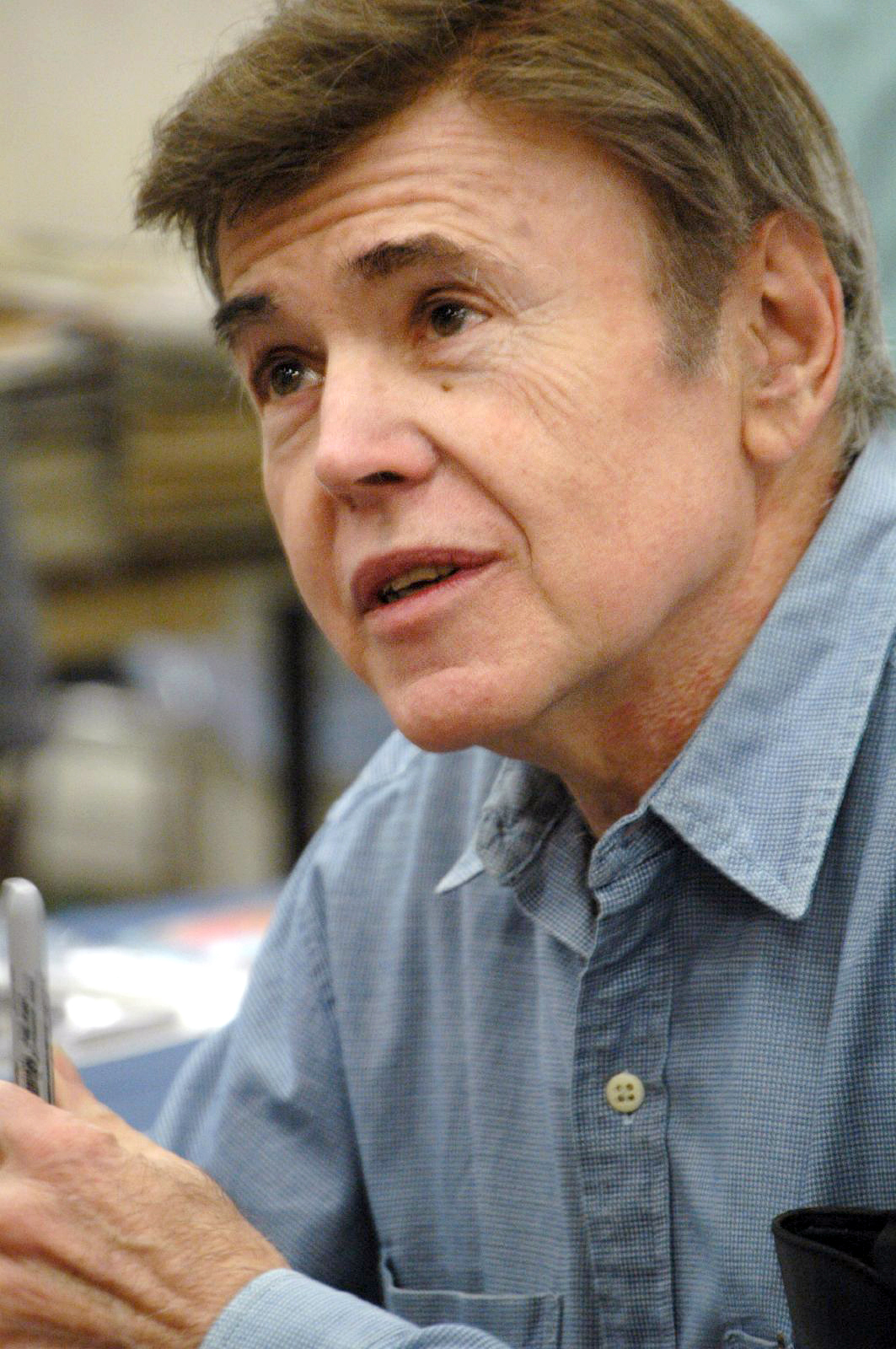
Koenig al ComicCon de Dallas, 2007

A més d'actuar, ha escrit diverses pel·lícules (I Wish I May, You're Never Alone When You're a Schizophrenic), obres de teatre en un sol acte i un grapat d'episodis per a programes de televisió. : Star Trek (sèrie animada), Land of the Lost, Family i The Powers of Matthew Star.
Ha escrit diversos llibres, com ara Warped Factors: A Neurotic's Guide to the Universe (una autobiografia), Chekov's Enterprise (un diari guardat durant el rodatge de Star Trek: La pel·lícula) i Buck Alice and the Actor-Robot (una novel·la de ciència-ficció), que va ser reestrenada el 2006. Va crear la seva pròpia sèrie de còmics anomenada Raver, que va ser publicada per Malibu Comics a principis de la dècada de 1990, i va aparèixer com a "estrella convidada especial" en un número del còmic Eternity Smith, que el presenta de manera destacada a la seva portada.
El 2013 va publicar la novel·la gràfica Walter Koenig's Things To Come amb l'artista J.C. Baez, publicat per Bluewater Comics, que compila els quatre números de la minisèrie del mateix nom.
Koenig ha impartit classes d'actuació i direcció a la UCLA, el Sherwood Oaks Experimental Film College, l'Actor's Alley Repertory Company de Los Angeles i la Califòrnia School of Professional Psychology a Aliant International University. El 2002, va dirigir versions escèniques de dos dels episodis originals de La Dimensió Desconeguda per a Letter Entertainment.
El 1987, Koenig va dirigir la seva obra en un acte The Secret Life of Lily Langtree al Theatre of NOTE de Los Angeles. L'any 1989, Koenig va protagonitzar la pel·lícula de ciència-ficció Moontrap com el comandant de la missió, el coronel Jason Grant.
El 1997, Koenig va protagonitzar Drawing Down the Moon, una pel·lícula independent sobre una dona Wicca que intenta obrir un refugi per a persones sense llar a una petita Pennsilvània. poble. Koenig va interpretar Joe Merchant, un senyor del crim local obsessionat amb la teoria del caos que envia els seus pinxos per intimidar-la perquè tanqui el refugi.
L'any 2004, Koenig va protagonitzar Mad Cowgirl, una pel·lícula independent sobre un inspector de salut que envasava carn que moria d'un trastorn cerebral, en la qual interpretava al televangelista Pastor Dylan. La pel·lícula va protagonitzar el SF Indiefest i el Silverlake Film Festival, seguit d'una estrena limitada a les principals ciutats. Mad Cowgirl es va publicar en DVD el 5 de desembre de 2006.
El 2007, es va reunir amb el seu company de Babylon 5 Bruce Boxleitner per a la pel·lícula Bone Eater.
Koenig va rebre la 2.479a estrella del Passeig de la Fama de Hollywood el 10 de setembre de 2012.
El 2013, Koenig es va aventurar en el gènere steampunk, protagonitzant el curtmetratge Cowboys & Engines al costat de Malcolm McDowell i Richard Hatch. Va interpretar un diari malvat magnat a Blue Dream del director Gregory Hatanaka. El 2017, Koenig va aparèixer a la dècada de 1980 a Neil Stryker and the Tyrant of Time del director Rob Taylor, lluitant contra goblins titella com a oficial científic Ray Nabroski.
El 2018, va tornar a aparèixer al costat de Hatch al drama de ciència-ficció Diminuendo, que va ser l'última actuació de Hatch abans de la seva mort.

## Treball humanitari
El 2007, Koenig va ser preguntat pel grup de drets humans U.S. Campaign for Burma per ajudar en la seva campanya de base sobre la crisi humanitària a Birmània. Tal com es detalla al seu lloc web oficial, va visitar camps de refugiats al llarg de la frontera entre Birmània i Tailàndia del 16 al 25 de juliol de 2007.

## Vida personal
Koenig es va casar amb l'actriu Judy Levitt el 1965; va morir el 2022. El 1968, van tenir un fill, l'actor Andrew , que va morir el 2010. Tenen una filla, Danielle, còmica i escriptora, que està casada amb el còmic Jimmy Pardo.
El setembre de 2008, Koenig va exercir com a padriner a la boda del seu coprotagonista de Star Trek George Takei amb Brad Altman.
Koenig va rebre el Premi Inkpot el 1982.

## Filmografia
| Any  | Títol                                 | Paper                 | Notes                 |
| ---- | ------------------------------------- | --------------------- | --------------------- |
| 1962 | The Norman Vincent Peale Story        |                       |                       |
| 1974 | Nightmare Honeymoon                   | Deputy Sheriff        |                       |
| 1979 | Star Trek: La pel·lícula              | Pavel Chekov          |                       |
| 1982 | Star Trek 2: La còlera del Khan       | Pavel Chekov          |                       |
| 1984 | Star Trek 3: A la recerca de Spock    | Pavel Chekov          |                       |
| 1986 | Star Trek 4: Missió salvar la Terra   | Pavel Chekov          |                       |
| 1989 | Moontrap                              | Col. Jason Grant      |                       |
| 1989 | Star Trek: L'última frontera          | Pavel Chekov          |                       |
| 1991 | Star Trek: The Undiscovered Country   | Pavel Chekov          |                       |
| 1994 | Star Trek Generations                 | Pavel Chekov          |                       |
| 1996 | Sworn to Justice                      | Dr. Breitenheim       |                       |
| 1997 | Drawing Down the Moon                 | Joe Merchant          |                       |
| 2006 | Mad Cowgirl                           | Pastor Dylan          |                       |
| 2007 | InAlienable                           | Dr. Shilling          |                       |
| 2009 | Scream of the Bikini                  |                       |                       |
| 2013 | Blue Dream                            | Lassie                |                       |
| 2015 | Star Trek: Renegades                  | Admiral Chekov        |                       |
| 2016 | Star Trek: Captain Pike               | Admiral Harlan Sobol  |                       |
| 2016 | Surge of Power: Revenge of the Sequel | Ell mateix            |                       |
| 2017 | Neil Stryker and the Tyrant of Time   | Ray Nabroski (future) |                       |
| 2017 | Nobility                              | Frank Mooney          |                       |
| 2018 | Diminuendo                            | Milton Green          |                       |
| 2018 | Who is Martin Danzig?                 | Martin Danzig         | de Dial it Back Films |
| 2019 | Woman in Motion                       | Ell mateix            | Documental            |
| 2020 | Unbelievable!!!!!                     | Bomber Frank          |                       |

### Televisió
| Any     | Títol                                   | Paper                                 | Notes |
| ------- | --------------------------------------- | ------------------------------------- | --- |
| 1963    | General Hospital                        | Charlie Turner                        | Episodi pilot Credit Only                                                                                 |
| 1963–65 | Mr. Novak                               | Alexsei Dubov, Jim Carsey, Paul Ryder | 3 episodis                                                                                                |
| 1963    | The Great Adventure                     | Cy Bedrozian                          | episodi: "Six Wagons to the Sea"                                                                          |
| 1964    | The Lieutenant                          | Sgt. John Delwyn                      | episodi: "Mother Enemy"                                                                                   |
| 1964    | The Alfred Hitchcock Hour               | Tiger                                 | episodi: "Memo from Purgatory"                                                                            |
| 1965    | Ben Casey                               | Tom Davis                             | episodi: "A Rambling Discourse on Egyptian Water Clocks"                                                  |
| 1965    | Gidget                                  | Gunnar                                | episodi: "Gidget's Foreign Policy"                                                                        |
| 1966    | I Spy                                   | Bobby Seville                         | episodi: "Sparrowhawk"                                                                                    |
| 1966    | Jericho                                 | Paul                                  | episodi: "Both Ends Against the Riddle"                                                                   |
| 1967–69 | Star Trek (sèrie original)              | Pavel Chekov                          | Temporadas 2-3 regular 36 episodis                                                                        |
| 1968    | Mannix                                  | Addicte recuperat en reunió           | episodi: "Delayed Action"                                                                                 |
| 1970    | Medical Center                          | Harry Seller                          | episodi: "Between Dark and Daylight"                                                                      |
| 1970    | The Virginian                           | Paul Elrich                           | episodi: "Crooked Corner"                                                                                 |
| 1971    | Ironside                                | Leo                                   | episodi: "The Summer Soldier"                                                                             |
| 1971    | Goodbye, Raggedy Ann                    | Jerry                                 | Telefilm                                                                                                  |
| 1973    | The Starlost                            | Oro                                   | |
| 1974    | The Questor Tapes                       | Administrative Assistant              | Telefilm                                                                                                  |
| 1976    | Columbo                                 | Sgt. Johnson                          | episodi: "Fade in to Murder"                                                                              |
| 1982    | Bring 'Em Back Alive                    | Toder                                 | episodi: "The Reel World of Frank Buck"                                                                   |
| 1990    | The Real Ghostbusters                   | Vladimir Pavel Maximov                | Veu episodi: "Russian About"                                                                              |
| 1994–98 | Babylon 5                               | Alfred Bester                         | 12 episodis                                                                                               |
| 1996    | Star Trek: Deep Space Nine              | Pavel Chekov                          | episodi: "Trials and Tribble-ations" Imatge d’arxiu de Star Trek: TOS episodi "El problema dels tribbles" |
| 2001    | Son of the Beach                        | General Dimitri Sukitov               | episodi: "From Russia, with Johnson"                                                                      |
| 2002    | Futurama                                | Ell mateix                            | Veu episodi: "Where No Fan Has Gone Before"                                                               |
| 2006    | Star Trek: New Voyages                  | Lt. Pavel Chekov                      | episodi: "To Serve All My Days"                                                                           |
| 2008    | Bone Eater                              | Coogan                                | Telefilm                                                                                                  |
| 2017–18 | Stretch Armstrong and the Flex Fighters | Mr. Savic                             | Veu 11 episodis                                                                                           |
| 2023    | Star Trek: Picard                       | President Anton Chekov                | Veu episodi: "The Last Generation"                                                                        |

### Videojocs
| Any  | Títol                         | Paper                  | Notes               |
| ---- | ----------------------------- | ---------------------- | ------------------- |
| 1994 | Star Trek: 25th Anniversary   | Ens. Pavel Chekov      | Veu, CD-ROM version |
| 1995 | Star Trek: Judgment Rites     | Ens. Pavel Chekov      | Veu, versió CD-ROM  |
| 1996 | Maximum Surge                 | Drexel                 | Cancel·lada         |
| 1997 | Star Trek: Starfleet Academy  | Comandant Pavel Chekov | Veu                 |
| 1997 | Star Trek Generations         | Comandant Pavel Chekov | Veu                 |
| 2003 | Star Trek: Shattered Universe | Comandant Pavel Chekov | Veu                 |
| 2010 | Star Trek Online              | Pavel Chekov           | Veu                 |